# Pillinger-Nunatak
Der Pillinger-Nunatak ist ein 1002 m hoher und etwa 280 mal 210 m großer Nunatak im ostantarktischen Coatsland. Er ragt etwa 30 km ostsüdöstlich der Whichaway-Nunatakker im Süden des Hutchison Icefield auf und besteht aus Sandstein.
Das UK Antarctic Place-Names Committee benannte ihn 2020 nach dem britischen Planetologen Colin Pillinger (1934–2014). 